# Židovský hřbitov v Dřevíkově
Židovský hřbitov v Dřevíkově se nachází asi 500 m severozápadně od dřevíkovské návsi na kraji lesa. Založen zřejmě v polovině 18. století, po roce 1886 rozšířen, veden jako kulturní památka České republiky.
Současná rozloha hřbitova činí 1777 m2, na ploše asi 300 náhrobků (macev) barokního a klasicistního typu, mnohdy velmi cenné. Nejstarší dochovaný náhrobek pochází z roku 1748, rok 1762 uvádějí shodně Jan Heřman a Jiří Fiedler. Jedná se zřejmě o náhrobek Ašera ben Jicchaka.
Na hřbitově se pohřbívalo až do první třetiny 20. století, od té doby pustl. V 70. letech minulého století restaurován místními obyvateli pod vedením okresního památkáře Luďka Štěpána (1932 – 2017), zakladatele expozice lidové architektury a technického stavitelství na Veselém Kopci (součást Muzea v přírodě Vysočina). V bývalé márnici-vozovně upevněny fragmenty poškozených barokních náhrobních kamenů.
Do roku 1985 stál na hřbitově jeden z posledních dřevěných náhrobků v českých zemích, pocházel z období 1. světové války, následně přemístěn do depozitáře bývalého Souboru lidových staveb Vysočina (v současnosti Muzeum v přírodě Vysočina).
Dřevíkovská židovská komunita doložena od počátku 18. století, přestala existovat podle zákona z roku 1890. Do německé okupace se o hřbitov starala židovská obec v Heřmanově Městci, v současnosti v majetku pražské židovské obce.